# LIVE CORE LIMITED VERSION YUTAKA OZAKI IN TOKYO DOME 1988/9/12
LIVE CORE LIMITED VERSION YUTAKA OZAKI IN TOKYO DOME 1988/9/12（ライブ コア リミテッド バージョン ゆたか おざき イン とうきょう ドーム いちきゅうはちはち きゅう いちに）は日本のミュージシャン、シンガーソングライターである尾崎豊のライブ・アルバム。
2013年11月27日にリリースされた。

## 概要
1988年9月12日に東京ドームで行われ、尾崎の公演の中で最多となる約5万6000人の観客を動員した「LIVE CORE」で演奏された曲で構成されたアルバムで、1983年12月1日に迎えるデビュー30年を記念して、企画された作品の「ALL TIME BEST」と同時発売された。
2013年3月20日に発売されたDVD「LIVE CORE 完全版〜YUTAKA OZAKI LIVE IN TOKYO DOME 1988・9・12」で使用された音源を、再び編集、リミックスしたものを収録。「LIVE CORE 完全版〜YUTAKA OZAKI LIVE IN TOKYO DOME 1988・9・12」では、当日演奏された26曲全曲が収録されたが、本作では収録時間の都合上、21曲だけが収録されている。
特典映像として、尾崎の生前最初で最後のテレビ出演となったフジテレビ系音楽番組『夜のヒットスタジオ DELUXE』（1988年6月22日放送）で披露された「太陽の破片」を収録、初作品化している。

## 収録曲
ライブDVD「LIVE CORE 完全版〜YUTAKA OZAKI LIVE IN TOKYO DOME 1988・9・12」とは異なり、収録曲順はセットリストには準じていない。また一部の曲がカットされている。
| 全作詞・作曲: 尾崎豊。 |                                       |        |            |       |
| #                      | タイトル                              | 作詞   | 作曲・編曲 | 時間  |
| 1.                     | 「卒業」(Graduation)                  | 尾崎豊 | 尾崎豊     | 8:24  |
| 2.                     | 「遠い空」( )                         | 尾崎豊 | 尾崎豊     | 4:41  |
| 3.                     | 「Scrap Alley」                       | 尾崎豊 | 尾崎豊     | 4:07  |
| 4.                     | 「Scrambling Rock'n'Roll」            | 尾崎豊 | 尾崎豊     | 11:08 |
| 5.                     | 「紙切れとバイブル」                  | 尾崎豊 | 尾崎豊     | 3:53  |
| 6.                     | 「Freeze Moon」                       | 尾崎豊 | 尾崎豊     | 7:08  |
| 7.                     | 「十七歳の地図」(SEVENTEEN'S MAP)     | 尾崎豊 | 尾崎豊     | 5:27  |
| 8.                     | 「路上のルール」(RULES ON THE STREET) | 尾崎豊 | 尾崎豊     | 5:17  |
| 9.                     | 「愛の消えた街」(LOVELESS TOWN)       | 尾崎豊 | 尾崎豊     | 8:22  |
| 10.                    | 「街路樹」(TREES LINING A STREET)     | 尾崎豊 | 尾崎豊     | 12:35 |
| 合計時間:              | 合計時間:                             | 69:42  |            |       |

| 全作詞・作曲: 尾崎豊。 |                                 |        |            |       |
| #                      | タイトル                        | 作詞   | 作曲・編曲 | 時間  |
| 1.                     | 「COLD WIND」                   | 尾崎豊 | 尾崎豊     | 6:42  |
| 2.                     | 「・ISM」                       | 尾崎豊 | 尾崎豊     | 4:15  |
| 3.                     | 「Driving All Night」           | 尾崎豊 | 尾崎豊     | 5:22  |
| 4.                     | 「彼」                          | 尾崎豊 | 尾崎豊     | 4:38  |
| 5.                     | 「Forget-me-not」               | 尾崎豊 | 尾崎豊     | 5:10  |
| 6.                     | 「LIFE」                        | 尾崎豊 | 尾崎豊     | 6:20  |
| 7.                     | 「シェリー」(Shelly)            | 尾崎豊 | 尾崎豊     | 10:40 |
| 8.                     | 「I LOVE YOU」                  | 尾崎豊 | 尾崎豊     | 5:17  |
| 9.                     | 「理由」                        | 尾崎豊 | 尾崎豊     | 5:21  |
| 10.                    | 「僕が僕であるために」(MY SONG) | 尾崎豊 | 尾崎豊     | 7:58  |
| 合計時間:              | 合計時間:                       | 60:04  |            |       |

| 全作詞・作曲: 尾崎豊。 |                                    |        |            |      |
| #                      | タイトル                           | 作詞   | 作曲・編曲 | 時間 |
| 1.                     | 「太陽の破片」(SCRATCH OF THE SUN) | 尾崎豊 | 尾崎豊     | 7:20 |
| 合計時間:              | 合計時間:                          | 7:20   |            |      |

## 曲解説
- DISC1
  1. 卒業 - Graduation
  2. 遠い空
  3. Scrap Alley
  4. Scrambling Rock' n' Roll
演奏途中でバックバンドのメンバー紹介が行われている。
  5. 紙切れとバイブル
語りとボーカルが合わさる部分では、尾崎が語りを担当している。
  6. Freeze Moon
  7. 十七歳の地図 - SEVENTEEN'S MAP
ライブではテンポをあげて歌われることが多いが、シングル・バージョンやアルバム収録バージョンと同じテンポでの演奏となっている。
  8. 路上のルール - RULES ON THE STREET
  9. 愛の消えた街 - LOVELESS TOWN
  10. 街路樹 - TREES LINING A STREET
- DISC2
  1. COLD WIND
  2. ・ ISM
  3. Driving All Night
  4. 彼 - GRIEF
  5. Forget-me-not
  6. LIFE
  7. シェリー - Shelly
アコースティックギター1本での弾き語りのアレンジでの演奏となっている。
  8. I LOVE YOU
  9. 理由
アコースティックギター1本での弾き語りのアレンジでの演奏となっている。
  10. 僕が僕であるために - MY SONG
アコースティックギター1本での弾き語りのアレンジでの演奏となっている。
- DVD
  1. 太陽の破片 - SCRATCH OF THE SUN
音楽番組『ヒットスタジオ デラックス』（1988年6月22日放送、フジテレビ系列）より。

## 参加ミュージシャン
- DISC1、2

『Yutaka Ozaki & The Last Of Klaxon』
- 尾崎豊 - ボーカル、ギター、ピアノ、ブルースハープ
- 本多俊之 - サクソフォーン
- 村上“ポンタ”秀一 - ドラム
- 高水健司 - ベース
- 土方隆行 - ギター
- 野力奏一 - キーボード
- 岩本章子 - コーラス
- 山根栄子 - コーラス
- 水島康宏 - コーラス